# Ашуров, Мурад Мамед оглы
Ашуров Мурад Мамед оглы (1941, Зод, Басаргечарский район — май 2017) — Глава исполнительной власти Ханларского района, председатель Евлахского районного Совета народных депутатов, первый секретарь Ханларского райкома и Евлахского горкома Коммунистической партии Азербайджана.

## Биография
Мурад Ашуров родился в 1941 году в селе Сотк Басаркечерского района Армянской ССР. Учился в Ханларском педагогическом училище. Начал работать в 1960 году. Работал учителем в средней школе села Халадж Ждановского района.
В 1962 году, после окончания подготовительного курса Азербайджанского государственного университета, поступил в Азербайджанский государственный художественный институт. Через 1 год перевелся на заочное отделение и вернулся в Ханларский район. Окончил обучение в 1968 году. В 1969 году был направлен на учёбу в Бакинскую высшую партийную школу. Будучи первым секретарем Ханларского райкома Компартии Азербайджана, изучал агрономию в Азербайджанской сельскохозяйственной академии имени Самеда Агамалиоглу.

## Общественно-политическая деятельность
После возвращения в Ханларский район работал инструктором отдела культуры Исполнительного комитета Ханларского районного Совета народных депутатов. В 1965—1968 годах работал заведующим школьным отделом по работе с молодежью Ханларского райкома комсомола.
В 1968 году он был назначен инструктором Ханларского райкома Коммунистической партии Азербайджана. В этой должности он проработал до 1969 года. После получения высшего партийного образования, в 1971—1975 годах работал заведующим отделом пропаганды и агитации Ханларского райкома Компартии Азербайджана, а затем вторым секретарем Ханларского райкома Компартии Азербайджана.
С 1978 по 1985 год Мурад Ашуров занимал должность первого секретаря Ханларского райкома Коммунистической партии Азербайджана. В 1985 году работал председателем Государственного комитета виноградарства и виноделия Азербайджанской ССР, затем был избран первым секретарем Евлахского горкома Коммунистической партии Азербайджана.
В период независимости был назначен главой исполнительной власти города Евлах. Он был освобожден от этой должности указом № 228 Президента Азербайджана Абульфаза Эльчибая от 30 сентября 1992 года.

### В парламенте
Мурад Ашуров избирался депутатом 10-го и 12-го созывов Верховного Совета Азербайджанской ССР.
Во время 12-го созыва, Мурад Ашуров был избран членом государственного управления по разработке и доработке проекта Закона о внесении изменений и дополнений в Конституцию (Основной закон) Азербайджанской Республики в связи с совершенствованием системы, членом редакционной комиссии по подготовке проекта решения Верховного Совета Азербайджанской Республики о мерах по нормализации положения в НКАО, и членом Комиссии Верховного Совета Азербайджанской Республики по вопросу о беженцах.

## Награды
10 января 1991 года Мурад Мамед оглы Ашуров был награждён Орденом Почета Азербайджанской ССР Указом № 131 Президента Азербайджанской ССР Аяз Муталибовым за многолетнюю эффективную работу в партии и советских органов республики.
Награждён орденами «Октябрьской Революции», «Знак Почета», медалями СССР.

## Примечание
1. ↑  AZƏRBAYCAN RESPUBLİKASI PREZİDENTİNİN FƏRMANI. P.M. Məmmədovun Xanlar rayonu İcra hakimiyyətinin başçısı təyin edilməsi və M. M. Aşurovun həmin vəzifədən azad edilməsi haqqında (неопр.). e-qanun.az (30 сентября 1992). Дата обращения: 20 апреля 2022. Архивировано 20 апреля 2022 года.
2. ↑  AZƏRBAYCAN RESPUBLİKASI ALİ SOVETİNİN QƏRARI. Dövlət idarəetmə sisteminin təkmilləşdirilməsi ilə əlaqədar Azərbaycan Respublikasının Konstitusiyasına (Əsas Qanununa) dəyişikliklər və əlavələr haqqında Qanun layihəsinin işlənib tamamlanması üzrə Redaksiya komissiyasının təşkili barəsində (неопр.). e-qanun.az (7 февраля 1991). Дата обращения: 20 апреля 2022. Архивировано 20 апреля 2022 года.
3. ↑  AZƏRBAYCAN RESPUBLİKASI ALİ SOVETİNİN QƏRARI. DQMV-də vəziyyəti normallaşdırmaq tədbirləri haqqında Azərbaycan Respublikası Ali Sovetinin qərar layihəsini hazırlamaq üçün Redaksiya komissiyasının yaradılması barədə (неопр.). e-qanun.az (8 февраля 1991). Дата обращения: 20 апреля 2022. Архивировано 20 апреля 2022 года.
4. ↑  AZƏRBAYCAN RESPUBLİKASI ALİ SOVETİNİN QƏRARI. Qaçqınlar məsələsi ilə əlaqədar olaraq Azərbaycan Respublikası Ali Soveti komissiyasının yaradılması haqqında (неопр.). e-qanun.az (17 октября 1991). Дата обращения: 20 апреля 2022. Архивировано 20 апреля 2022 года.
5. ↑  AZƏRBAYCAN SOVET SOSİALİST RESPUBLİKASI PREZİDENTİNİN  FƏRMANI. M.M.Aşurov yoldaşın Azərbaycan SSR-in Fəxri fərmanı ilə təltif edilməsi haqqında (неопр.). e-qanun.az (10 января 1991). Дата обращения: 20 апреля 2022. Архивировано 20 апреля 2022 года.